# Ouvrage du Mont-des-Welches
L'ouvrage du Mont-des-Welches est un ouvrage fortifié de la ligne Maginot, situé sur la commune de Kemplich, dans le département de la Moselle.
C'est un ouvrage d'artillerie, comptant sept blocs. Construit à partir de 1930, il a été épargné par les combats de juin 1940

## Position sur la ligne
Faisant partie du sous-secteur de Hombourg-Budange dans le secteur fortifié de Boulay, l'ouvrage du Mont-des-Welches, portant l'indicatif A 21, est intégré à la « ligne principale de résistance » entre le blockhaus RFM Sud de Passerfeld (Bb 45) et la casemate CORF d'intervalle de Menskirch (C 57), à portée de tir des canons des gros ouvrages d'une part du Hackenberg (A 19) plus au nord-ouest et d'autre part du Michelsberg (A 22) plus au sud-est.
L'ouvrage est installé sur la cote 287, appelée le Welschenberg, surplombant la vallée de l'Anzeling (Anzelingerbach, un affluent de la Nied) et le village de Menskirch.

## Description
[[]]
L'ouvrage est composé en surface de cinq blocs de combat et de deux blocs d'entrée, avec en souterrain une caserne, une cuisine, des latrines, un poste de secours, des PC, des stocks d'eau, de gazole et de nourriture, des installations de ventilation et de filtrage de l'air, des magasins à munitions (plusieurs M 2) et une usine électrique, le tout relié par des galeries profondément enterrées. Ces galeries sont construites au minimum à 30 mètres de profondeur pour les protéger des bombardements. L'énergie est fournie par quatre groupes électrogènes, composés chacun d'un moteur Diesel SGCM GVU 33 (fournissant 120 chevaux à 500 tr/min) couplé à un alternateur, complétés par un petit groupe auxiliaire (un moteur CLM 1 PJ 65, de 8 ch à 1 000 tr/min) servant à l'éclairage d'urgence de l'usine et au démarrage pneumatique des gros diesels. Le refroidissement des moteurs se fait par circulation d'eau.
Le bloc 1 est un bloc d'artillerie, avec une tourelle de 81 mm et deux cloche GFM (guetteur fusil mitrailleur).
Le bloc 2 est un bloc mixte d'artillerie et d'infanterie (casemate flanquant vers le sud), avec une tourelle de 75 mm R modèle 1932, un créneau mixte pour JM/AC 37 (jumelage de mitrailleuses et canon antichar de 37 mm), un autre créneau pour JM et deux cloches GFM (dont une sert d'observatoire avec un périscope, indicatif O 7).
Le bloc 3 sert de bloc d'infanterie, avec une tourelle de mitrailleuses.
Le bloc 4 est un bloc mixte d'artillerie et d'infanterie (casemate flanquant vers le nord), avec une tourelle de 75 mm R modèle 1932, deux créneaux pour mortier de 81 mm, un créneau mixte pour JM/AC 37, un autre créneau pour JM et deux cloches GFM.
Le bloc 5 est un observatoire, équipé avec une cloche VDP (vue directe et périscopique, indicatif O 3) et une cloche GFM.
L'entrée des hommes est de type réduit, armée avec un créneau mixte pour JM/AC 37, une cloche GFM et une cloche LG (lance-grenades).
L'entrée des munitions est de type B en plan incliné descendant, armée avec un créneau mixte pour JM/AC 37 et deux cloches GFM.

## Histoire
Remarquablement intégré au terrain et d'une grande puissance de feu dans un plan de masse compact,  il fut un lieu privilégié lors des visites diplomatiques avant guerre.
Toujours situé en terrain militaire, il est désormais désaffecté.

#### Localisation
- « Cartographie vectorielle », sur cartomaginot.com.
- « Photographie satellite », sur wikimapia.org.
- « Localisation sur carte IGN, photos, infos et documents sur l'ouvrage du Mont des Welsches »(Archive.org • Wikiwix • Archive.is • Google • Que faire ?), sur wikimaginot.eu.

#### Descriptions et photos
- « L'ouvrage du Mont-des-Welsches », sur alsacemaginot.com.
- « Ouvrage du Mont des Welches », sur lignemaginot.com.
- « Welsches (gros ouvrage A21 du mont des) »(Archive.org • Wikiwix • Archive.is • Google • Que faire ?), sur fortiff.be.